# Cercolabidae
Famille
Les Cercolabidae sont une famille de rongeurs fossiles.

## Liste des genres
Selon ITIS (14 avril 2015), cette famille est un synonyme de la sous-famille des Chaetomyinae, qui ne comprend que le genre Chaetomys. Selon Paleobiology Database (14 avril 2015), la famille comprend le genre fossile suivant :
- genre Sciamys